# Araeoscelidia
De Araeoscelidia zijn een groep of clade van uitgestorven reptielen, die oppervlakkig lijkt op hagedissen en zich uitstrekt van het Laat-Carboon tot het Vroeg-Perm. Ze omvatten de eerste vertegenwoordigers van de Diapsida, een reptielengroep die de hedendaagse krokodilachtigen, slangen en hagedissen omvat alsmede de uitgestorven dinosauriërs en pterosauriërs. De Araeoscelidia hadden een hagedisachtig uiterlijk met een lange nek, dunne renpoten en een lange staart. Het waren waarschijnlijk insecteneters. Deze clade wordt beschouwd als de zustergroep van alle (momenteel bekende) latere diapsiden.

## Beschrijving
Araeosceliden waren kleine dieren (minder dan een meter lang) die enigszins op hagedissen leken, hoewel ze slechts in de verte verwant zijn aan echte hagedissen. Ze verschillen van andere, eerdere sauropsiden door hun slanke ledematen, hun langwerpige staart en natuurlijk door de aanwezigheid van twee tijdelijke openingen, het kenmerk dat de diapside toestand definieert. Bij Araeoscelis blijft alleen de bovenste tijdelijke opening over, wat resulteert in een afgeleide euryapside toestand.

## Geslachten
Araeoscelidia omvat bekende geslachten zoals Araeoscelis Williston 1910, Petrolacosaurus Lane 1945 en Spinoaequalis, bekend van vrijwel complete skeletten. Zarcasaurus, Aphelosaurus en Kadaliosaurus behoren tot deze clade, maar zijn alleen bekend van postcraniale overblijfselen en een onderkaakfragment voor Zarcasaurus.
Het geslacht Dictybolos is opgenomen in Araeoscelidia door Olson (1970) maar deze opname is bijvoorbeeld bekritiseerd door Evans (1988), vooral omdat Olson ook verre verwante groepen omvatte, zoals protorosauriërs en mesosauriërs.
Er zijn nieuwe exemplaren ontdekt in Oklahoma, Verenigde Staten, maar tot nu toe ontbreekt een wetenschappelijke beschrijving.

## Indeling
De Araeoscelidia zijn een kleine groep met slechts zes geslachten en twee families:
- Araeoscelidia (geen rang)
  - incertae sedis
    - Dictybolus

  - Familie Petrolacosauridae
    - Petrolacosaurus

  - Familie Araeoscelidae
    - Araeoscelis
    - Kadaliosaurus
    - Spinoequalis
    - Zarcasaurus